# لويزه رينزر
لويزه رينزر Luise Rinser (ولد في أبريل 1911 في أوبربايرن – وماتت في مارس 2002 في أونترهاخن) هي أديبة ألمانية.
نشرت رينزر أولى كتاباتها في صحيفة هيردفوير Herdfeuer لا تنتقد فيه النازية، لكنها في إحدى خطاباتها إلى هرمان هيسه تنفي ذلك وتقول أن النازية لا تتفق ومبادئها. وفي عام 1941 نشرت أولى رواياتها بعنوان «الحلقات الزجاجية» ولقيت تشجيعيا من هيرمان هيسه. ثم وفي سنوات الحرب المحتدمة لم تستطع نشر أي من كتاباتها.
وبعد الحرب عملت في الصحيفة الجديدة Neue Zeitung من خلال كتابة مقالات ناقدة لكتب ومقالات حول قضايا أدبية. وفي عام 1946 نشرت مذكراتها في السجن ثم كتبت عملا حول يوهان هاينريش بيستالوتسي بعنوان «بيستالوتسي ونحن» عام 1947. ثم روايات هي «الحب الأول» و«يان لوبل من وارسو» والتي تعتبر حتى اليوم من الأعمال الروائية الكبيرة، و«منتصف الحياة» وكتابا للأطفال بعنوان «رحلة مارتن» عام 1949.
وفي عام 1975 نشرت رواية «الحمار الأسود». وقد ربطتها الصداقة بالموسيقار الكوري إيسانغ يون وقامت برحلة إلى كوريا الجنوبية، دونت أحداثها في كتاب. وفي العام التالي دونت كتاب بعنوان «التنين الجريح» حول حياة إيسانغ يون.
وزارت إيران في أيام الثورة الإسلامية ودونت أفكارها في كتاب بعنوان «الخميني والدولة الدينية: فكرة عظيمة أم خطر عظيم؟». وبسبب تعاطفها في القضية الكورية وتأييدها لفكرة الوحدة الكورية دعاها رئيس كوريا الشمالية كيم إل سونغ، كتبت بعدها مذكرات حول تلك الرحلة، نالها بسببه الكثير من النقد بسبب تعاطفها مع هذا النظام المستبد.
ومن أشهر رواياتها أيضا روياة «ميريام» التي تعتبر أكثر أعمالها قراءة.
حصلت على عدة جوائز منها: جائزة هاينريش هاينه 1987.

## روابط خارجية
- لويزه رينزر على موقع IMDb (الإنجليزية)
- لويزه رينزر على موقع مونزينجر (الألمانية)
- لويزه رينزر على موقع ميوزك برينز (الإنجليزية)
- لويزه رينزر على موقع ديسكوغز (الإنجليزية)